# (1915) Quetzálcoatl
Pour les articles homonymes, voir Quetzalcoatl.
(1915) Quetzálcoatl est un astéroïde Amor découvert en 1953.

## Caractéristiques
Il a été découvert le 9 mars 1953 par Albert Wilson depuis l'observatoire Palomar. Sa désignation provisoire était 1953 EA.
Le nom fait référence au Quetzalcóatl la divinité aztèque.

Il a un diamètre d'environ 370 mètres.